# Zaadblaas
De zaadblaasjes of vesiculae seminales zijn twee klieren die samen met de prostaat, waar ze tegenaan liggen, het spermavocht produceren dat tijdens een orgasme met de rijpe zaadcellen uit de bijballen het sperma vormt. Circa 70% van het sperma is afkomstig uit de zaadblaasjes. Het vocht dat deze zaadblaasjes produceren is alkalisch en zorgt voor de hoge pH van het sperma. Dit is belangrijk omdat de pH van de vagina een stuk lager ligt, iets wat slecht is voor de zaadcellen. Het vocht is ook verantwoordelijk voor de geur (dan wel smaak) van het sperma.